# Dactylonotus grandicornis
Dactylonotus grandicornis är en tvåvingeart som beskrevs av Octave Parent 1934. Dactylonotus grandicornis ingår i släktet Dactylonotus och familjen styltflugor. Inga underarter finns listade i Catalogue of Life.